# Durhams slott
Durhams slott (engelska: Durham Castle) är ett normandiskt slott i staden Durham, England. Det ligger på en kulle över floden Wear på Durhams halvö och mittemot katedralen i Durham.
Slottet blev 1986, tillsammans med katedralen, uppsatt på Unescos Världsarvslista.

## Historia
Slottet byggdes i början av 1000-talet för att skydda biskopen i Durham från attack, då befolkningen i vissa delar av England – särskilt i det vilda norr – förblev vilt och nyckfullt efter den normandiska invasionen år 1066. Dessutom låg det vilda Skottland ganska nära och delar av Northumberland var också skotskt under delar av medeltiden. Skottland var tidvis en fiende i krig med England.
Slottet är ett ypperligt exempel på ett slott av typen tidig "Motte and Baily", en typ som föredrogs av normanderna.
Slottet har en väldig stor entréhall, skapad av biskop Antony Bek i början av 1300-talet. Det var den största entréhallen på de brittiska öarna fram till dess biskop Richard Fox kortade den i slutet av 1400-talet. Trots det är den fortfarande väldig och mäter 14 meter i höjd och är 30 meter lång.

## Kapell
Durham Castle har två kapell: Normandiska kapellet (Norman Chapel), byggt omkring 1078 och Tunstalls kapell, byggt år 1540.
Normandiska kapellet är den äldsta delen av slottet som går att gå in i. Dess arkitektur är i saxisk stil, möjligen på grund av att saxisk arbetskraft användes för att bygga det. På 1400-talet sattes dess tre fönster igen för att kunna expandera dess centraltorn. Under andra världskriget användes det som ett kommando- och observationscentrum av Royal Air Force. Kort efter kriget återinvigdes det och används fortfarande för gudstjänst varje vecka.
Tunstalls kapell är det oftast använda av slottets båda kapell och är något större än det normandiska. Biskop Cosin och biskop Crew byggde ut det i slutet av 1600-talet. På baksidan av kapellet finns några misericordier gjorda på 1500-talet. Dessa var gjorda så att en person som skulle vara stående under lång tid kunde vila på det uppfällda sätet.

## University College
År 1837 donerades slottet av biskop Edward Maltby till det nyligen grundade Durhams universitet för att användas som studentbostäder. Det fick då namnet "University College". Arkitekten Anthony Salvin återuppförde det vanvårdade tornet från originalritningarna. Slottet öppnades igen 1840 och hyser än idag ett 100-tal studenter.